# 超人特攻隊：危險呼叫時
《超人特攻隊：危險呼叫時》是一款动作冒险電子遊戲，由重鐵工作室開發，THQ和Noviy Disk發行於Microsoft Windows和Mac OS平台，改編自皮克斯的2004年同名電影。《超人特攻隊：危險呼叫時》由十款小遊戲組成（如橫向捲軸躲避遊戲、在適當時刻按下按鈕的遊戲），每款遊戲均根據電影情節改編；與首款電影改編遊戲不同，該遊戲更加面向年輕玩家。

## 外部連結
- 互联网电影数据库（IMDb）上《超人特攻隊：危險呼叫時》的资料（英文）